# Kartell der Akademien
Das Kartell der Akademien (offiziell Verband wissenschaftlicher Körperschaften) war die Dachorganisation deutschsprachiger Akademien von 1893 bis etwa 1945.

## Geschichte

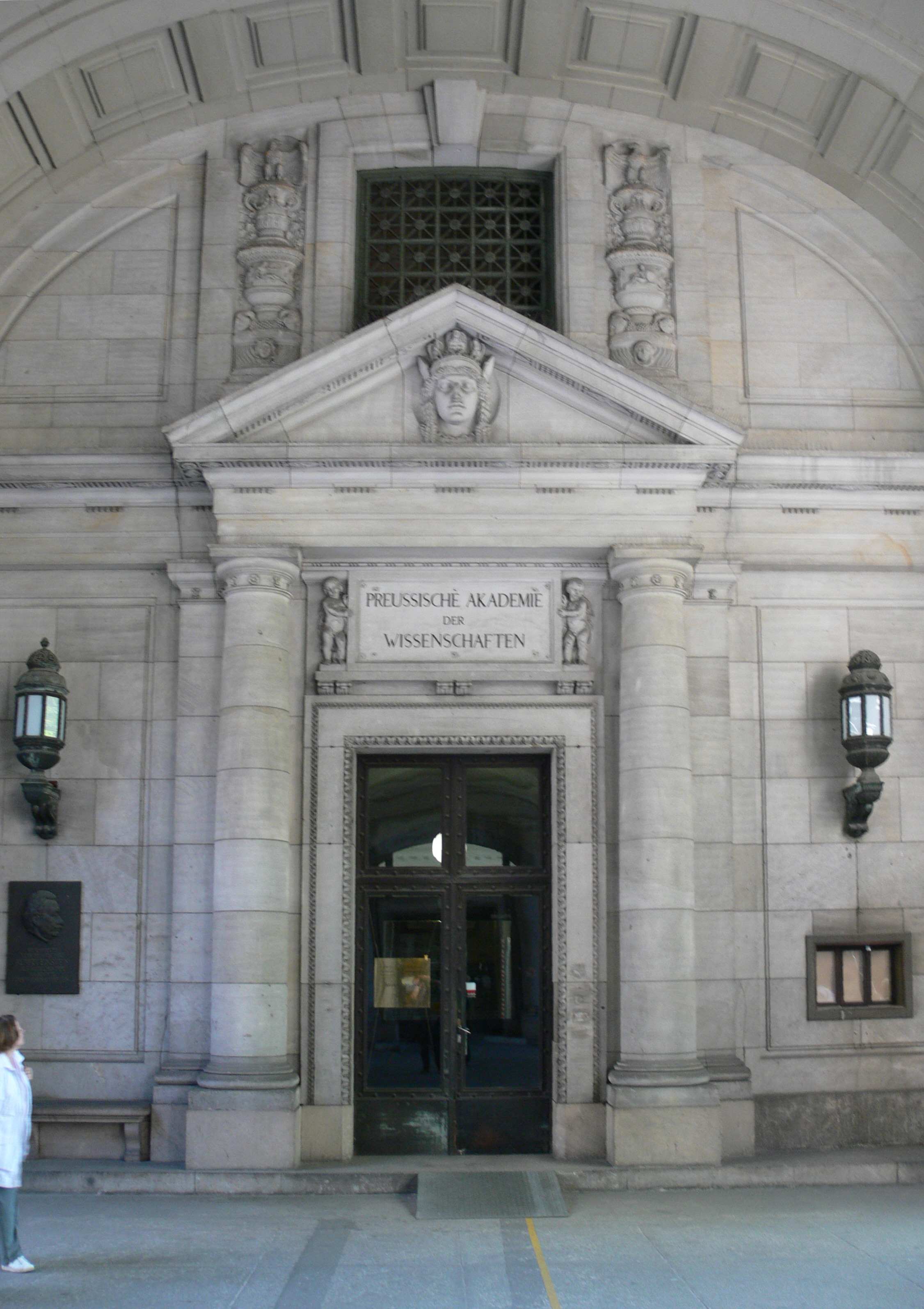
Ehemaliger Eingang zur Preußischen Akademie der Wissenschaften im heutigen Innenhof der Staatsbibliothek zu Berlin (Haus Unter den Linden)

Das Kartell wurde auf Initiative der Akademien in Berlin und Wien 1893 in Leipzig gegründet, wobei auch die Akademien in Göttingen und München beteiligt waren, während die Preußische Akademie in Berlin zwar an der Vorbereitung beteiligt war, aber zunächst nicht beitrat. Nach dem Statut war der Beitritt weiterer Akademien möglich, eine Begrenzung auf deutschsprachige Akademien war zunächst nicht vorgesehen. Ziel des Zusammenschlusses war die Anregung wissenschaftlicher Arbeiten und die Förderung möglicher Kooperationen.
Auf Initiative des Kartells kam es zur Gründung der IAA (Internationale Assoziation der Akademien), welche 1899 stattfand unter Leitung der Preußischen Akademie. Die IAA bestand bis zu Beginn des Ersten Weltkrieges und wurde niemals formell aufgelöst. Sie vereinigte die vier deutschen Akademien in Berlin, Göttingen, Leipzig und München, die Wiener Akademie sowie 19 weitere Akademien, vorwiegend aus Europa. Diese 24 Akademien arbeiteten in den 2 Sektionen für Naturwissenschaften und Geisteswissenschaften erfolgreich in 31 wissenschaftlichen Unternehmen. 
1906 wurde die Berliner Akademie Mitglied des Kartells, 1911 die neugegründete Heidelberger Akademie.
Diese Sechsergruppe von Akademien bestand bis 1940, als das Kartell durch staatlichen Eingriff zum Reichsverband der Deutschen Akademien umgestaltet werden sollte.